# Сиро, Кэн
Кэнсиро Тэрадзи (яп. 寺地拳四朗 тэрадзи кэнсиро, выступал под псевдонимом Кэн Сиро; род. 6 января 1992) — японский боксёр-профессионал, выступающий в первой наилегчайшей и наилегчайшей весовой категориях. Среди профессионалов бывший чемпион мира по версии WBC, (2024—2025) и WBA, (2025—2025) в наилегчайшем весе (до 50,8 кг). Бывший чемпион мира по версии WBC (2017—2021), WBA (2022), The Ring (2022) в 1-м наилегчайшем весе (до 48,9 кг). 

## Профессиональная карьера

### 2014 год
Кен Сиро дебютировал на профессиональном ринге 3 августа 2014 года победив судейским решением индонезийца Хери Амола. 19 октября в городе Киото выиграл нокаутом в 2 раунде у боксера из Таиланда Пхуванаи Чамнансина, бой прошел в наилегчайшей весовой категории(до 50,8 кг или 112 фунтов)

### 2015 год
26 марта в городе Токио выиграл нокаутом в 7 раунде у непобежденного Катцунари Нагаминэ (10-0-0), бой прошел в наилегчайшем весе (до 50.8 или 112 фунтов). 8 августа выиграл нокаутом в 4 раунде Такаси Омаэ, бой прошел в первом наилегчайшем весе. 12 октября 2015 года в своем пятом поединке с филиппинским спортсменом Ролли Сумальпонгом и завоевал титул чемпиона мира среди молодёжи во втором наилегчайшем весе по версии WBC. 27 декабря того же года в поединке с Кэнъити Хорикавой завоевал титул чемпиона Японии в первом наилегчайшем весе(до 49 кг или 108 фунтов).

### 2016 год
14 апреля 2016 года успешно защитил титул в поединке с Ацуси Какутани. 7 августа 2016 года провёл вторую успешную защиту титула против Тосимасы Оути, в этом бою, кроме титула чемпиона Японии, стоял вакантный титул чемпиона по версии Восточной и Тихоокеанской федерации бокса (OPBF). 8 декабря 2016 года успешно защитил титул чемпиона OPBF в бою с филиппинцем Лестером Абутаном.

### 2017 год
20 мая 2017 года встретился в действующем чемпионом мира в первом наилегчайшем весе по версии WBC Ганиганом Лопесом, которого победил решением большинства судей и выиграл чемпионский титул. 22 октября 2017 года провёл 1-ю защиту титула в бою с мексиканцем Педро Геваро. 30 декабря того же года во второй раз защитил титул в бою с панамцем Джилберто Педрозой.

### 2018 год
В 2018 году провёл ещё три успешных защиты титула: 25 мая нокаутировал Ганигана Лопеса, победил техническим нокаутом филиппинского боксёра, бывшего чемпиона про версии IBF Милана Мелиндо и 30 декабря единогласным судейским решением победил мексиканца Сауля Хуареса.

### 2019 год
12 июля Кен в 6 раз защитил титул чемпиона мира по-быстрому управился со своим обязательным претендентом филиппинцем Джонатаном Таконингом (28-4-1, 22 KO). 23 декабря в Иокогаме (Япония) выиграл нокаутом в 4 раунде бывшего претендента на титул IBF филиппинца Рэнди Петалкорина (31-3-1). Бойцы начали с традиционной разведки джебами. Левша Петалкорин активно двигался, Сиро никак не удавалось подобрать темп и дистанцию. Во 2-м раунде претендент осмелел: тревожил чемпиона левыми прямыми и правыми хуками. В 3-й трёхминутке Сиро принялся работать по корпусу оппонента. Тактика принесла успех — Петалкорин трижды побывал на канвасе. В 4-м раунде претендент пошёл ва-банк, но вновь зевнул удар по печени. На этом поединок завершился.

### 2022 год
19 марта 2022 года в Киото (Япония), в матче-реванше досрочно нокаутом в 3-м раунде победил соотечественника Масамити Ябуки (13-3, 12 KO), и вернул титул чемпиона мира по версии WBC в 1-м наилегчайшем весе.
1 ноября 2022 года в Сайтаме (Япония) в бою - унификации победил чемпиона WBA Super соотечественника Хирото Кёгучи (16-1, 11 KO) техническим нокаутом в 7-м раунде

### 2023
8 апреля 2023 года в Токио нокаутировал нокаутировал в 9-м раунде 24-летнего Энтони Оласкуагу (5-0, 3 КО). Соперник был поздней заменой обладателю титула WBO пуэрториканцу Джонатану Гонсалесу (27-3-1, 14 КО) который отказался от боя по медицинским показаниям.
18 сентября 2023 года в Токио в главном событии шоу досрочно победил обязательного претендента и бывшего лидера дивизиона (до 49 кг) из ЮАР Хекки Бадлера (35-5, 11 KO).

### 2024 год
23 января 2024 года в Осаке, (Япония) в главном событии вечера с трудом победил венесуэльского панчера Карлоса Канисалесу (26-2-1, 19 КО). Чемпион и претендент падали по разу во 2-м и 3-м раунде. Счет судей по итогу 12 раундов: 113—113, 114—112 дважды чемпиону.

#### Наилегчайший вес
Сразится за вакантный пояс WBC в наилегчайшем весе (до 50,8 кг) с никарагуанским экс-чемпионом мира Кристофером Росалесом (36-6, 22 КО). Благодаря комбинационной работе, отличному футворку и ручной скорости к третьему раунду захватил инициативу с более ударным и крупным никарагуанцем. После экватора Росалес стал критично уставать, особенно в концовках раунда, он застаивался перед быстрым оппонентом, из защитных действий пользуется только блоком. Широ сильно разбил нос никарагуанцу, он был осмотрен доктором перед 11-м раундом и тот рекомендовал закончить бой. Широ завоёвывает титул WBC в новом весе. 

### 2025 год
13 марта 2025 года в Токио (Япония) провел бой-унификацию в наилегчайшем весе (до 50,8 кг) с соотечественником, обладателем титула WBA Сеиго Акуи (21-2-1, 11 КО). Бойцы устроили зрелищный темповой бой. Начало осталось за чемпионом WBA Акуи, он разнообразно работал, смог потрясти Тэрадзи в 3-м раунде и смотрелся более убедительно. Из-за активного начала боя Акуи начал уставать. После 6-го раунда он уступал в количестве ударов, а пропускал в ответ больше. Концовка остается за Тэрадзи, лишь 10-й можно близко отдать Сеиго Акуи. В 12-м ранде после затяжной атаки Тэрадзи и видя потрясенного Акуи рефери останавливает бой несмотря на то, что Сейго остался на ногах. Кен Сиро объединил титулы WBC и WBA в наилегчайшем весе.
30 июля 2025 года в Йокогаме (Япония) в главном поединке вечера сенсационно проиграл свои пояса WBA / WBC американскому претенденту Рикардо Сандовалу (27-2, 18 КО). Претендент работал на контратаках и много двигался. Широ много шел вперёд создавая давление и бил сильней. Сандовал оказался в нокдауне в 5-ом раунде от точной прямой двойки и проиграл 6-ой. Начало боя минимально забрал чемпион. Вторая часть уверенно осталась за претендентом который и перерабатывал и был точнее чемпиона. В последних раундах бойцы устроили бескомпромиссный бокс в котором сложно было назвать победителя. Счёт боя был раздельный: 112—115 Сандовалу, 114—113 Широ, а третий выставил спорные 117-110 Сандовалу. 